# Юловский, Аркадий Александрович
Юловский Аркадий Александрович (17 декабря 1897, Астрахань, Российская империя — 27 августа 1937, Ленинград, СССР) — инженер-конструктор, разработчик артиллерийских снарядов для различных видов артиллерийских установок, создатель первых бетонобойных снарядов, кавалер ордена «Красной Звезды», начальник 3-го отдела Артиллерийского НИИ РККА, военинженер 1-го ранга, кандидат технических наук, доцент.

## Биография
Родился 17 декабря 1897 года в Астрахани в семье священника. Отец — Юловский Александр Алексеевич настоятель Никольской церкви в селе Никольское Астраханской губернии, мать — Юловская (Реверсова) Анна Петровна, дочь протоиерея. Окончил в 1916 году Астраханскую гимназию с золотой медалью и в тот же год поступил на кораблестроительный факультет Петроградского политехнического института. В 1917 году — юнкер Михайловского артиллерийского училища. После демобилизации восстановился в Политехническом институте. Призван в Красную армию, служил в артиллерии, командир батареи. С 1918 по 1919 годы — член РКП(б). С 1922 года — слушатель Артиллерийской академии. 10 апреля 1928 года окончил Военно-техническую академию в Ленинграде, получив диплом инженера-конструктора. Вся дальнейшая служба Юловского проходила на Ржевке, на Научно-испытательном артиллерийском полигоне.
Несколько лет занимался разработкой снарядов, модернизацией артиллерии, увеличением дальнобойности стрельбы. За успешное выполнение заданий, после приема на вооружение РККА новых снарядов, А.А. Юловский получил звание военинженер 1-го ранга, назначение начальником 3-го отдела Артиллерийского НИИ РККА, был награжден орденом «Красной Звезды» (в 1933 году).
Под руководством военинженера 1-го ранга Юловского  разработаны и приняты на вооружение РККА дальнобойные осколочно-фугасные, химические и осколочно-химические снаряды для 76-мм, 107-мм пушек, 152-мм мортиры, 152-мм гаубицы, 122-мм корпусной пушки, 203-мм гаубицы,  76-мм зенитной пушки. Особо следует отметить разработанные Юловским бетонобойные снаряды для основных типов артиллерийских установок.
Конструктором Юловским разработана система допусков и баз обмера, составлен стандарт на изготовление чертежа артиллерийских снарядов. Им написаны и опубликованы десятки научных статей по проблемам конструирования артиллерийских боеприпасов. Эти работы военинженера 1-го ранга А.А. Юловского сыграли исключительно важную роль при налаживании массового выпуска боеприпасов во время Великой Отечественной войны.
16 апреля 1936 года Аркадию Александровичу Юловскому за выдающийся вклад в создание артиллерийских снарядов принятых на вооружение РККА без публичной защиты диссертации были присвоена ученая степень кандидата технических наук и ученое звание доцента.
Несмотря на все очевидные заслуги в укреплении обороноспособности страны, военинженер 1-го ранга Юловский летом 1937 года был арестован и 27.08.1937 года Военным трибуналом ЛВО по ст.58-6,7,8,9,11 приговорен к расстрелу. В тот же день приговор приведен в исполнение.
В 1957 году А.А. Юловский полностью реабилитирован.